# Costa de California

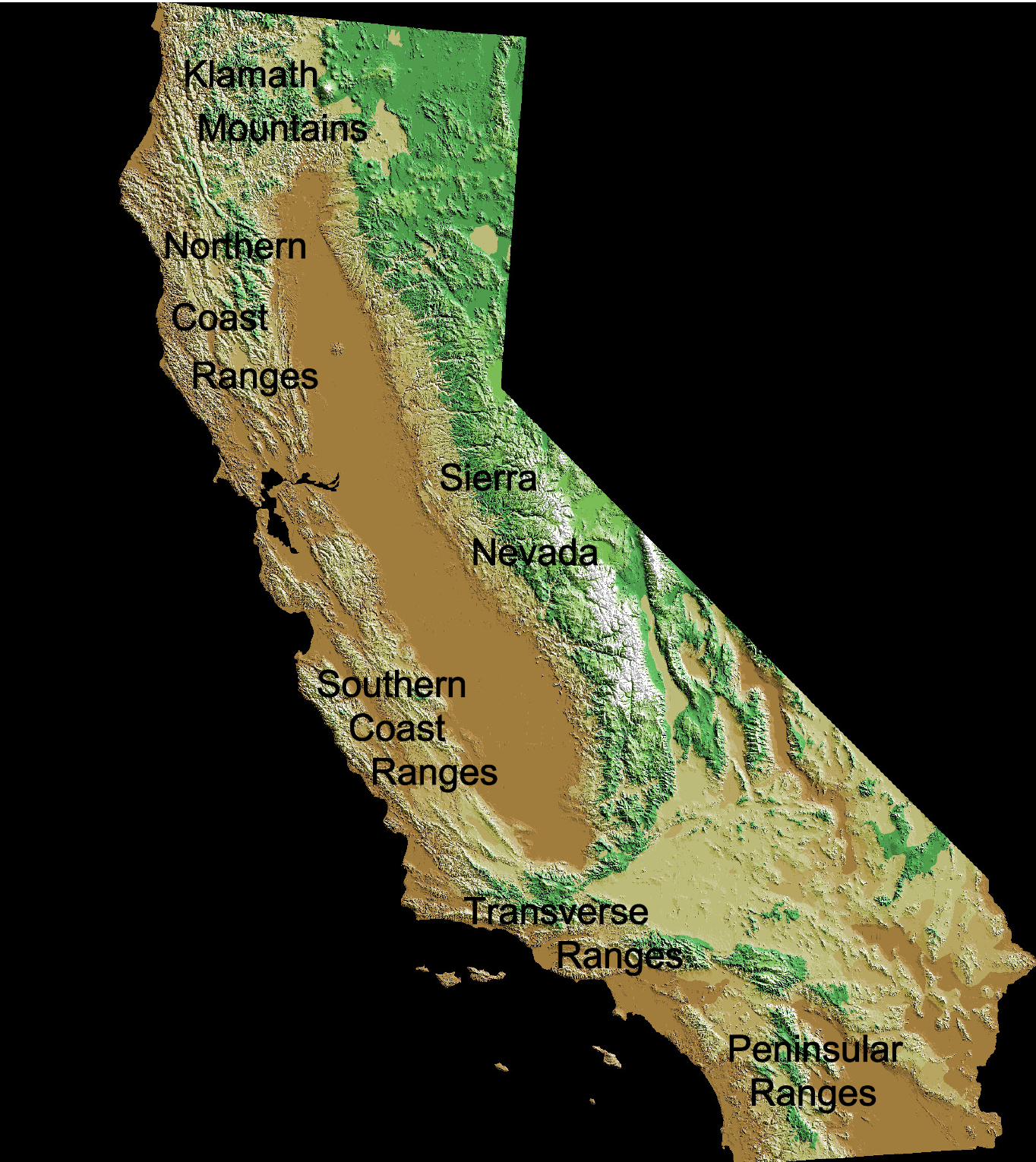
Relieve del Estado de California con sus respectivas áreas biogeográficas en el litoral.

La costa de California abarca el litoral de los condados californianos bañados por el océano Pacífico. Aparte de ser un término geográfico (aunque no oficial), también describe una zona cultural, económica y política.

## Geografía
El área se extiende por la costa Norte de California, la bahía de San Francisco (incluyendo Silicon Valley) y las Costas Centrales y sureñas con una extensión de 1287 km. De acuerdo con el censo del año 2000, cerca de un tercio de los vecinos de la costa tuvieron ingresos medios que superaban los 75.000 dólares en comparación con el Valle Central con un 17,6% y un 22,5% respecto a la media nacional.
La región es conocida por los parajes de Laguna Beach y Carmel-by-the-Sea al igual que por los bosques de secuoya de la parte septentrional. Los precios de la vivienda en la costa, aunque han sido relativamente caros respecto a los condados del interior y a nivel nacional, el boom financiero devaluó la propiedad. El portal web CNNMoney.com publicó que existen 2.200 pies² (200 m²) de terreno urbanizable valorado en 1,8 millones de dólares.

## Política
La mayor parte del litoral es demócrata con cerca de un 83%. Tan solo, los condados del Norte, San Luis Obispo, Ventura, Orange y San Diego son los bastiones republicanos. Un ejemplo son las elecciones de 2008, donde John McCain obtuvo un 5% de los votos en todo el litoral salvo Barack Obama, quien fue votado por un 84% del censo.